# Sonata para violín n.° 2 (Brahms)

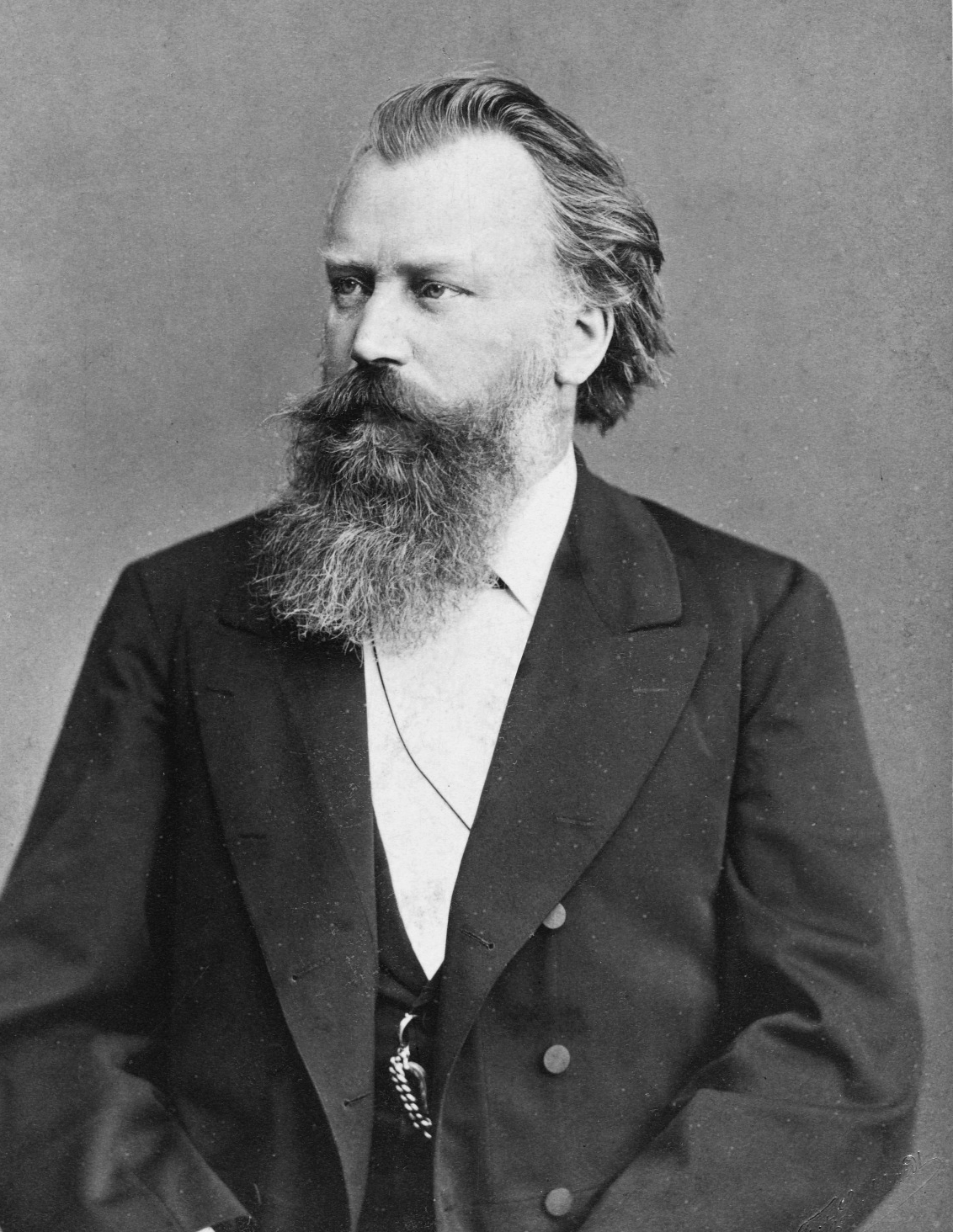
Johannes Brahms por Luckhardt c1885

La Sonata para violín n.º 2 en la mayor, op . 100 ("Thun " o " Meistersinger "), de Johannes Brahms fue escrita mientras pasaba el verano de 1886 en Thun, en el Oberland bernés, en Suiza.

## Composición
Fue una época muy fértil para Brahms. Su amigo, el pastor y poeta suizo Josef Widman (1842–1911), vivía en Berna y se visitaban. También lo visitaron el poeta Klaus Groth y la joven contralto alemana Hermine Spies. Tanto Groth como Brahms estaban algo enamorados de Spies. Se sintió tan vigorizado por el ambiente y el entorno que dijo que el área estaba "tan llena de melodías que hay que tener cuidado de no pisar ninguna". En poco tiempo produjo, además de esta sonata para violín, la Sonata para violonchelo núm. 2 en fa mayor, op. 99, el Trío para piano núm. 3 en do menor, op. 101, y varias canciones.
La segunda Sonata para violín es la más corta y se considera la más lírica de las tres sonatas para violín de Brahms. También se considera la más difícil de las tres para interpretar con éxito y exhibir su equilibrio de lirismo y virtuosismo. Mantiene un estado de ánimo radiante y feliz en todo momento.

## Movimientos
La sonata consta de tres movimientos, con el movimiento intermedio que sirve como movimiento lento y scherzo:

### 1er movimiento:Allegro amable
El 1er movimiento es un Allegro amabile, así que no debe tocarse demasiado rápido y demasiado fuerte. En este movimiento, los temas casi fluyen entre sí y aseguran un intercambio de los dos instrumentos. Se pueden adivinar los sentimientos que tuvo Brahms mientras componía.

### 2º movimiento:Andante tranquillo - Vivace - Andante - Vivace di più - Andante - Vivace
El segundo movimiento comienza con un Andante tranquillo, que se debe tocar particularmente bajo, seguido de un Vivace, que se debe tocar vivo. Sigue otro Andante tranquilo, seguido de una sección intermedia rápida, un Vivace di più. Esta es seguida por otro Andante, seguido por otro Vivace. Por lo que se podría decir que tiene forma A-B-A-B-A-B, considerando al Andante como la sección A y al Vivace como la sección B.

### 3er movimiento:Allegretto grazioso (cuasi Andante)
El tercer movimiento es un Allegretto grazioso (quasi Andante) y, por lo tanto, se puede tocar con especial gracia y elegancia. Es inusual para una obra romántica que evita las pasiones y características habituales de las obras románticas. El 3er movimiento está en forma de rondó y comienza con un legato. Hay un estallido emocional en medio del movimiento antes de calmarse nuevamente. Finalmente, el tema regresa antes de que el movimiento termine triunfalmente.

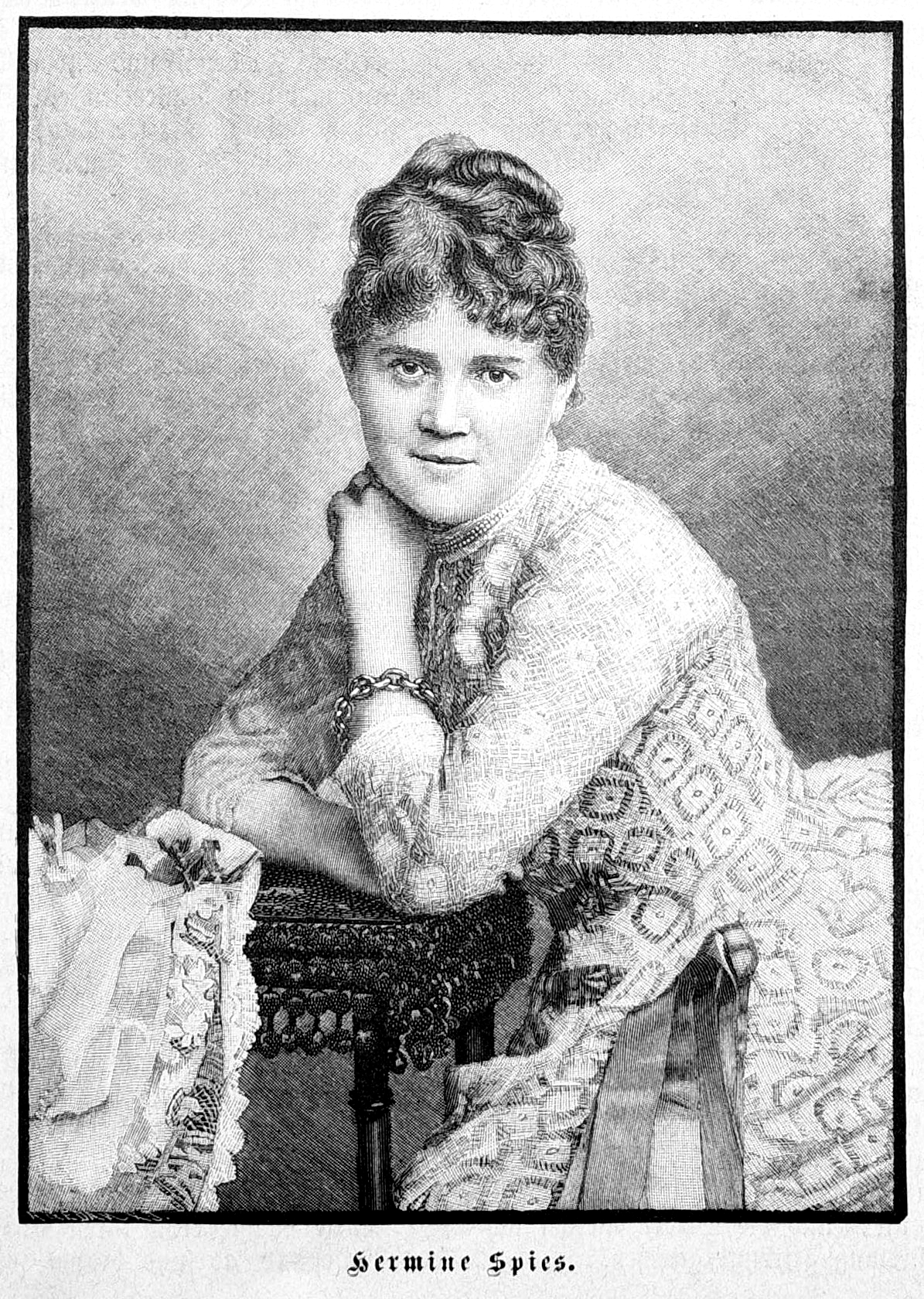
Hermine Spies (1887)

## Análisis
Al darle a la obra el título formal de "Sonata para piano y violín", en lugar del más habitual "Sonata para violín y piano", Brahms indicó que la parte del piano era tan importante como la parte del violín. De acuerdo con esto, permitió que el piano anunciara el tema de apertura. Las tres primeras notas del primer movimiento son muy similares tanto en melodía como en armonía a las tres primeras notas de la "Canción del premio de Walther" (Morgendlich leuchtend im rosigen Schein) de la ópera Die Meistersinger von Nürnberg de Richard Wagner. Aunque eran rivales musicales, Brahms era un gran admirador de la música de Wagner, pero no se sabe si se trataba de una cita deliberada por parte de Brahms. Sin embargo, la sonata a menudo ha sido subtitulada la Sonata "Meistersinger". A veces también se la llama Sonata "Thun" por el lugar de su composición.
Algunos motivos de tres de las canciones que Brahms escribió ese verano pensando en la voz de Hermine Spies aparecen fugazmente en la sonata: "Wie Melodien zieht es mir leise durch den Sinn", op. 105/1 ("Como la melodía se desliza suavemente por mi mente"; con letra de Klaus Groth) aparece en el segundo tema del primer movimiento. "Immer leiser wird mein Schlummer", op. 105/2 ("Siempre suave es mi sueño"; con letra de Hermann Lingg) y "Auf dem Kirchhofe", op. 105/4 (letra de Detlev von Liliencron) se citan en el movimiento final. La canción "Komm bald", op. 97/5 ("Ven pronto"; con letra de Groth) también ha proporcionado inspiración temática para la sonata.
También se puede encontrar una cita destacada de la propia música de Brahms en el compás 89 del último movimiento. Se trata del lied Meine liebe ist grün ( Op. 63 no 5, poema de Felix Schumann, hijo de Robert y Clara, fallecido en 1879) que proporciona la parte dramática de su melodía correspondiente al verso die glänzt wohl herab auf den Fliederbusch ('que brilla sobre el arbusto de lilas').
Para el musicólogo francés Georges Kan, este es el lugar de la pequeña frase de Sonata de Vinteuil que Swann escucha en el primer libro de 'En busca del tiempo perdido' de Marcel Proust .
La Sonata para violín n.º 2 fue estrenada en Viena el 2 de diciembre de 1886 por el violinista Joseph Hellmesberger y el propio Brahms al piano.
El amigo de Brahms, el poeta Josef Widmann, escribió más tarde un poema para acompañar a la sonata.

## Grabaciones
| Año  | Piano              | Violín                | Sello               |
| ---- | ------------------ | --------------------- | ------------------- |
| 1990 | Daniel Barenboim   | Itzhak Perlman        | Sony                |
| 1985 | Vladimir Ashkenazy | Itzhak Perlman        | Warner              |
| 1960 | Arthur Rubinstein  | Henryk Szeryng        |                     |
| 1962 |                    | Yehudi Menuhin        |                     |
| 1948 | Georg Solti        | Georg Kulenkampff     | Decca               |
| 2009 | Lambert Orkis      | Anne-Sophie Mutter    | Deutsche Grammophon |
| 1983 | Alexis Weissenberg | Anne-Sophie Mutter    | Warner              |
| 1993 | Yefim Bronfman     | Isaac Stern           | Sony                |
| 1972 |                    | Jascha Heifetz        | RCA                 |
| 1991 | Maria João Pires   | Augustin Dumay        | Deutsche Grammophon |
| 1975 | György Sebők       | Arthur Grumiaux       | Philips             |
| 1990 | Pascal Rogé        | Pierre Amoyal         | Decca               |
| 1997 | Peter Frankl       | Kyung-Wha Chung       | Warner              |
| 2005 | Nicholas Angelich  | Renaud Capuçon        |                     |
| 1998 |                    | Ruggiero Ricci        |                     |
| 2015 | Alexander Melnikov | Isabelle Faust        | Harmonia mundi      |
| 2013 | Yuja Wang          | Leonidas Kavakos      | Decca               |
| 1967 | Julius Katchen     | Josef Suk             | Decca               |
| 1960 | Carl Seemann       | Wolfgang Schneiderhan | Deutsche Grammophon |
| 2001 |                    | Zino Francescatti     | Sony                |
| 1995 | Piotr Anderszewski | Viktoria Mullova      | Philips             |
| 2017 |                    | Nathan Milstein       |                     |
| 1991 |                    | Maxim Vengerov        | Teldec              |
| 1955 | Andrei Mytnik      | Leonid Kogan          |                     |
| 1997 | Roland Pöntinen    | Ulf Wallin            | Arte Nova           |
| 2019 | Éric le Sage       | Pierre Fouchenneret   |                     |
| 2016 |                    | Christian Tetzlaff    |                     |
| 1996 | Peter Serkin       | Pamela Frank          | Decca               |
| 2018 |                    | Tasmin Little         | Chandos             |
| 2002 | Frederic Chiu      | Pierre Amoyal         |                     |
| 2011 |                    | Arabella Steinbacher  | PentaTone           |
| 2002 |                    | Ilya Kaler            | Naxos               |
| 1988 |                    | Nils-Erik Sparf       | BIS                 |
| 2015 |                    | Szenthelyi Miklós     | Hungaroton          |
| 1974 | Daniel Barenboim   | Pinchas Zukerman      | Deutsche Grammophon |
|      | Sviatoslav Richter | David Oistrakh        | Melodiya            |
| 1987 | Valery Afanassiev  | Gidon Kremer          | Deutsche Grammophon |
| 1968 | Pierre Barbizet    | Christian Ferras      | Deutsche Grammophon |
| 2011 | Gary Graffman      | Berl Senofsky         |                     |
| 2019 | Nicholas Angelich  | Akiko Suwanai         |                     |
| 2014 | Louise Lortie      | Augustin Dumay        | Onyx                |
| 1932 | Rudolf Serkin      | Adolf Busch           | HMV                 |